# Вошингтон Парк (Флорида)
Вошингтон Парк (енгл. Washington Park) насељено је место без административног статуса у америчкој савезној држави Флорида.

## Демографија
По попису из 2010. године број становника је 1.672, што је 415 (33,0%) становника више него 2000. године.
| Група             | 2000.         | 2010.         |
| Белци             | 1 (0,1%)      | 26 (1,6%)     |
| Афроамериканци    | 1.234 (98,2%) | 1.586 (94,9%) |
| Азијати           | 1 (0,1%)      | 7 (0,4%)      |
| Хиспаноамериканци | 8 (0,6%)      | 30 (1,8%)     |
| Укупно            | 1.257         | 1.672         |